# Great Teacher Onizuka
Pour les articles homonymes, voir GTO.
Great Teacher Onizuka (グレート・ティーチャー・オニヅカ, Gurēto Tīchā Onizuka), souvent abrégé en GTO, est un shōnen manga racontant l'histoire de Eikichi Onizuka, professeur dans une école. L'histoire de GTO suit celle de Young GTO (Shonan jun'ai gumi), suivant elle-même celle de Bad Company, du même auteur (31 volumes pour Young GTO et un double volume pour Bad Company). Grand succès de Tōru Fujisawa, GTO est prépublié pour la première fois dans l'hebdomadaire Weekly Shōnen Magazine au Japon en 1997. La version française est éditée par Pika Édition depuis février 2001, et le 25e et dernier tome est sorti le 22 avril 2003.
Le manga a été adapté en anime de 43 épisodes diffusés au Japon de juin 1999 à septembre 2000 sur Fuji Television et en France à partir d'août 2004 sur Canal+ et rediffusés en octobre 2005 sur Europe 2 TV puis en novembre 2008 sur Virgin 17, et en Janvier 2010 sur MCM puis en drama de 12 épisodes, un épisode spécial et un film où le personnage principal est incarné par Takashi Sorimachi. Un deuxième drama a été diffusé en 2012, suivi par un troisième en 2014.
Une histoire en neuf tomes nommée GTO Shonan 14 Days se déroulant pendant l'histoire de GTO a vu le jour entre 2009 et 2011 dans le magazine Weekly Shōnen Magazine de Kōdansha. Eikichi Onizuka est également le personnage principal de GTO: Paradise Lost publié depuis avril 2014 dans le magazine Weekly Young Magazine. Trois autres séries dérivées ont également vu le jour.
En novembre 2007, le manga avait plus de 50 millions d'exemplaires en circulation, ce qui classe l'œuvre parmi les séries de mangas les plus vendues. En 1998, GTO a remporté le 22e Prix du manga Kodansha dans la catégorie shōnen.

## Synopsis
Eikichi Onizuka, 22 ans, « célibataire et libre comme l'air », est un jeune professeur au passé douteux qui est nommé pour son premier poste dans une classe difficile ; il montre rapidement une vision de l'enseignement totalement décalée avec les pratiques pédagogiques habituelles, n'hésitant pas à remettre en question ces dernières. Ses réactions anticonformistes et directes, souvent humoristiques, sont l'axe central de cette série. Il va évoluer avec cette classe, dont la spécialité est de faire craquer moralement leurs professeurs, en tentant de la rallier peu à peu à sa cause.

## Personnages
Équipe pédagogique
- Eikichi Onizuka : Professeur d'éducation civique, ancien chef de gang, il est apprécié des élèves malgré ses manières douteuses.
- Azusa Fuyutsuki : Professeur de japonais, elle développe des sentiments pour Onizuka au fil de l'histoire.
- Ryoko Sakurai : Secrétaire générale de l'école, elle soutient Onizuka et a un passé lié à un incendie.
- Hiroshi Uchiyamada : Sous-directeur, il est l'ennemi d'Onizuka mais montre parfois de l'affection pour l'école.
- Naoko Moritaka : Infirmière, elle est sympathique et proche des élèves, souvent préoccupée par la santé d'Onizuka.
- Suguru Teshigawara : Professeur de mathématiques, obsédé par Fuyutsuki, il finit par commettre des actes extrêmes.
- Ippachi Maruyama : Directeur lâche, il est muté après des incidents avec Teshigawara.
- Hajime Fukuroda : Professeur de sport, il est libidineux et hypocrite.
- Tadashi Sakurai : Professeur d'anglais, il est détesté par ses élèves pour son comportement pervers.
- Misuzu Daimon : Directrice cruelle, elle impose des règles strictes et a un passé sombre.
- Itagake Kinoshita : Assistant de Sakurai, il joue un rôle clé dans les intrigues de l'école.

Élèves de la classe 3e-4
- Noboru Yoshikawa : Élève timide, il devient l'ami d'Onizuka après avoir été sauvé d'un suicide.
- Yoshito Kikuchi : Élève surdoué, il tente de piéger Onizuka mais finit par le soutenir.
- Kunio Murai : Élève colérique, il devient un allié d'Onizuka.
- Urumi Kanzaki : Élève très intelligente, elle a un comportement dangereux et finit par tomber amoureuse d'Onizuka.
- Tomoko Nomura : Élève naïve et maladroite, elle devient idole grâce à Onizuka.
- Miyabi Aizawa : Élève manipulatrice, elle cherche à nuire à Onizuka à cause de son passé douloureux.
- Tadaaki Kusano : Ami de Murai, il est amoureux d'Ai Tokiwa.
- Kouji Fujiyoshi : Ami de Murai, il est utilisé par Aizawa pour nuire à Onizuka.
- Anko Uehara : Élève tyrannique envers Yoshikawa, elle finit par développer des sentiments pour lui.
- Mayu Wakui : Petit-fils de Sakurai, il est mystérieux et a des problèmes de santé.
- Ai Tokiwa : Élève violente, elle a tenté de se suicider après un viol.
- Sho Shibuya : Élève torturé, il est manipulé par Daimon et finit par mettre le feu à l'école.
- Yūki Miyamori : Fils d'un yakuza, il se lie d'amitié avec Yoshikawa.
- Takumi Ishida : Ex-élève renvoyé, il revient pour aider Onizuka.

Amis d'Onizuka
- Ryuji Danma : Meilleur ami d'Onizuka, il gère un garage et le soutient dans les moments difficiles.
- Nagisa Nagase : Petite amie de Ryuji, elle est souvent au centre des attentions.
- Toshiyuki Saejima : Ancien ami devenu policier, il aide Onizuka dans les situations critiques.

Autres personnages
- Julia Murai : Mère de Kunio, elle a eu une vie difficile mais est forte et indépendante.
- Yoshiko Uchiyamada : Fille d'Uchiyamada, elle drague Onizuka, provoquant des tensions.
- Kyosuke Masaki : Mentor d'Onizuka, il apparaît en rêve pour lui transmettre des leçons.
- Ichiro Okinoshima : Agent artistique, il soutient Tomoko dans sa carrière.
- Munakata : Agent artistique aux méthodes discutables, il devient partenaire d'Okinoshima.

## Manga

### Fiche technique
- Édition japonaise : Kōdansha
  - Nombre de volumes sortis : 25 (terminé)
  - Date de première publication : mai 1997
  - Prépublication : Weekly Shōnen Magazine
- Édition française : Pika Édition
  - Édition originale
    - Nombre de volumes sortis : 25 (terminé)
    - Date de première publication : février 2001
    - Format : 120 mm x 180 mm

  - Édition spéciale (anniversaire des 20 ans de publication)
    - Nombre de volumes sortis : 25 (terminé)
    - Date de première publication : septembre 2017

  - Édition double
    - Nombre de volumes sortis : 13 (terminé)
    - Date de première publication : septembre 2011
- Autres éditions :
  -   Tokyopop
  -  Tong Li Comics
  -  Egmont
  -  Schibsted Forlagene
  -  Dynamic Italia
  -  Chuang Yi (Chinois)
  -  Waneko
  -  Grupo Editorial Vid
  -  Tora Aman

### Publication et réception
GTO est prépublié pour la première fois dans le Weekly Shōnen Magazine au Japon entre 1997 et 2002, pour un total de 25 tomes. Le manga vise plutôt un public d'adolescents âgés en raison de son humour parfois grossier. En 2004, trente-sept millions de volumes ont été vendus dans le monde.

## Anime

### Fiche technique
- Année : 1999 - 2000
- Réalisation : Naoyasu Hanyu, Noriyuki Abe
- Animation : Studio Pierrot
- Musique : Yusuke Honma
- Auteur original : Tōru Fujisawa
- Licencié en France par : Kazé
- Nombre d'épisodes : 43
- Diffusé sur :
  -  Animax, Fuji TV
  -  Canal+, Europe 2 TV, MCM[4] Virgin 17, Anime Digital Network, Crunchyroll[5], Netflix
  -  MCM
  -  Showtime
  -  Animax, GMA Network
  -  8TV

### Doublage
| Personnages                           | Personnages                           | Voix japonaises   | Voix françaises          |
| ------------------------------------- | ------------------------------------- | ----------------- | ------------------------ |
| Eikichi Onizuka                       | Eikichi Onizuka                       | Wataru Takagi     | Benoît Du Pac            |
| Azusa Fuyutsuki                       | Azusa Fuyutsuki                       | Fumiko Orikasa    | Sybille Tureau           |
| Miyabi Aizawa                         | Miyabi Aizawa                         | Junko Noda        | Dominique Vallée         |
| Kunio Murai                           | Kunio Murai                           | Tomokazu Seki     | Olivier Korol            |
| Mme Sakurai                           | Mme Sakurai                           | Yoshiko Okamoto   | Catherine Rétoré         |
| Hiroshi Uchiyamada, le sous-directeur | Hiroshi Uchiyamada, le sous-directeur | Yūichi Nagashima  | Pierre-François Pistorio |
| Noboru Yoshikawa                      | Noboru Yoshikawa                      | Kōsuke Okano      | Benjamin Pascal          |
| Yoshito Kikuchi                       | Yoshito Kikuchi                       | Hikaru Midorikawa | Taric Mehani             |
| Urumi Kanzaki                         | Urumi Kanzaki                         | Kotono Mitsuishi  | Christelle Reboul        |
| Nao Kadena, l'infirmière              | Nao Kadena, l'infirmière              | Kaya Matsutani    | Chantal Baroin           |
| Tadashi Sakurada, le prof d'anglais   | Tadashi Sakurada, le prof d'anglais   | Katsumi Suzuki    | Gilbert Lévy             |
| Hajime Fukuroda, le prof de sport     | Hajime Fukuroda, le prof de sport     | Nakata Kazuhiro   | Éric Etcheverry          |
| Suguru Taeshigawara, le prof de maths | Suguru Taeshigawara, le prof de maths | Tōru Furuya       | Yann Pichon              |
| Julia Murai                           | Julia Murai                           | Megumi Ogata      | Sabrina Leurquin         |

Certaines voix varient en cours de route (la première voix du professeur de physique-chimie est une voix de femme).
Les personnages s'exprimant souvent en argot ou employant régulièrement des insultes et autres expressions en tous genres, la version française s'est trouvée fortement localisée. Par exemple, Murai s'exclame souvent « Par Elvis ! » tandis qu'Onizuka emploiera souvent l'expression « Bon sang de bonzaï » et M. Uchiyamada emploiera même l'expression « Quand je t'appellerai pot-de-chambre, tu sortiras de sous le lit. ». Le professeur de physique-chimie aura l'habitude d'ajouter « C'est un fait » à la plupart de ses répliques.
D'autres localisations de ce genre ont lieu tout au long de la série. À titre d'exemple, dans un flashback qui lui est consacré, l'ancienne institutrice d'Urumi Kanzaki dit qu'elle pourrait entrer à « HEC ou à Polytechnique » qui sont des établissements réputés, mais français.
Par la suite, les comédiens Benoît Dupac (Onizuka), Olivier Korol (Murai), Gilbert Lévy (Sakurada), Benjamin Pascal (Yoshikawa) et Philippe Roullier (Fujiyoshi) deviendront les voix de plusieurs personnages faisant partie de l'univers Sonic the Hedgehog respectivement : Shadow dans les séries d'animation Sonic X (2003-2005) et Sonic Boom (2014-2017), ainsi que dans les jeux vidéos à partir de Sonic Generations (2011) ; Sonic dans les séries d'animation Les Aventures de Sonic (1993), Sonic the Hedgehog (1993-1994), Sonic le Rebelle (1999) et dans les films d'animation Disney, Les Mondes de Ralph et sa suite, Ralph 2.0, sortis respectivement en 2012 et 2019 ; Louvois, un antagoniste majeur de la série d'animation Sonic le Rebelle (1999) le Zeti Zazz dans les jeux vidéos à partir de Sonic Lost World (2013), et Willy le Morse dans la série d'animation Sonic Boom (2014-2017) ; Cubot dans les jeux vidéos à partir de Sonic Lost World (2013), plusieurs personnages dans la série d'animation Sonic Boom (2014-2017) et le Docteur Blasé dans la série d'animation Sonic Prime (à partir de 2022) ; Vector le crocodile dans les jeux vidéos à partir de Sonic Generations (2011) et dans la série d'animation Sonic Boom (2014-2017).

### Popularité
D'après McCarthy et Clements, l'anime retranscrit parfaitement l'univers du manga, y compris les scènes violentes et sans concession : ils soulignent également l'animation de bonne facture.

## Drama
Un total de 12 épisodes plus un spécial diffusés en 1998 et réalisés par Masayuki Suzuki[réf. nécessaire] avec Takashi Sorimachi dans le rôle d'Onizuka, et Nanako Matsushima dans celui d'Azusa. Un épisode spécial de 91 minutes est sorti en août 1999.
La série est de nouveau dépoussiérée en 2012. Entre juillet et septembre 2012, un nouveau drama a été diffusé sur la chaîne Fuji TV dans laquelle Onizuka est embauché par la proviseure du lycée Meishu pour prendre en charge la classe rebelle de 2nd4. Le rôle d'Eikichi Onizuka y est tenu par AKIRA (membre d'EXILE, groupe pop masculin japonais à succès créé en 2001) et celui de Ryuji par Shirota Yu. La série compte 11 épisodes plus trois épisodes spéciaux dont le dernier a été diffusé le 2 avril 2013 au Japon. Une troisième saison a été annoncée en mars 2014 et est diffusée entre le 8 juillet et le 16 septembre 2014 où Onizuka, la proviseure et le directeur adjoint de Meishu sont transférés pour aider le corps enseignant de l'ancien lycée d'Onizuka, Shonan après la fusion des deux écoles. Cette dernière est diffusée en simulcast en version originale sous-titrée en français par Crunchyroll.
La série a également été adaptée en quatre épisodes à Taïwan à partir du 22 mars 2014 sur la chaîne GTV, également diffusée en simulcast par Crunchyroll.
Un nouveau drama au format série est prévu pour 2024 au Japon, sous le nom de GTO Revival. Il a été annoncé que ce sera de nouveau Takashi Sorimachi qui endossera le rôle d'Eikichi Onizuka.

## Film en prise de vues réelles
Grâce à l'importante popularité du manga et de la série, un film en prise de vues réelles est sorti en 1999, réalisé également par Masayuki Suzuki.

## Séries dérivées
GTO Shonan 14 Days est une série se déroulant pendant l'histoire de GTO. Elle a été publiée dans le magazine Weekly Shōnen Magazine entre juin 2009 et septembre 2011,, et a été compilée en un total de neuf volumes par Kōdansha. La version française est éditée par Pika Édition à partir de septembre 2011.
Une nouvelle série, GTO Paradise Lost (GTO パラダイス・ロスト), mettant en scène Eikichi Onizuka en prison, est publiée depuis le 14 avril 2014 dans le magazine Weekly Young Magazine,. Le premier volume est sorti le 6 août 2014. La version française est publiée par Pika Édition à partir de septembre 2015.
Trois séries dérivées écrites par Tōru Fujisawa ont aussi vu le jour. La première, intitulée Ino-Head Gargoyle (井の頭ガーゴイル), traite des aventures de Toshiyuki Saejima et elle est publiée dans le magazine Weekly Young Magazine à partir du 16 janvier 2012,. Le premier volume est sorti le 6 juin 2012, et cinq tomes sont sortis au 6 mars 2014. La version française est éditée par Pika Édition à partir de septembre 2015. La seconde, intitulée GT-R - Great Transporter Ryuji, est basée sur Ryuji Danma, et a été publiée entre juillet et octobre 2012 dans le magazine Weekly Shōnen Magazine,. L'unique volume est sorti le 16 novembre 2012. La version française est éditée par Pika Édition depuis septembre 2014. La troisième série, Shonan Seven, se place chronologiquement à la suite de Young GTO. Elle est dessinée par Shinsuke Takahashi entre 2014 et 2019 et éditée en 17 tomes par Akita Shoten. La version française est publiée par Kurokawa.
Enfin, Kamen Teacher et Kamen Teacher Black se déroulent également dans l'univers de GTO.

## Accueil
Great Teacher Onizuka reçoit le prix du manga Kōdansha dans la catégorie « Shōnen » en 1998. En novembre 2007, le manga avait plus de 50 millions d'exemplaires en circulation.